# Lysiteles himalayensis
Lysiteles himalayensis är en spindelart som beskrevs av Ono 1979. Lysiteles himalayensis ingår i släktet Lysiteles och familjen krabbspindlar. Inga underarter finns listade i Catalogue of Life.